# String skipping
Lo string skipping (letteralmente "salto di corda") è una particolare tecnica chitarristica. Essa consiste nel suonare su corde molto distanti tra di loro, come ad esempio la prima e la sesta, la quinta e la seconda. È una sorta di sweep-picking; anche questa tecnica consente infatti di suonare su ampi intervalli di note. La differenza sta nel fatto che, mentre nello sweep-picking, vengono suonate corde adiacenti, nello string skipping vengono suonate, come detto, corde molto distanti tra loro (sulla tastiera).
Proprio per questo motivo, questa tecnica richiede una buona padronanza della pennata alternata e una buona coordinazione tra mano sinistra e mano destra.

## Chitarristi
Tra i chitarristi con una buona padronanza di questa tecnica ricordiamo Paul Gilbert, Greg Howe, Richie Kotzen, Michael Angelo Batio e Chuck Schuldiner.